# Ifigenia i Tauris
Ifigenia i Tauris er en græsk tragedie skrevet af  Euripides

## Baggrund
Da kong Agamemnon efter den trojanske krig kommer hjem til Argos, bliver han myrdet af dronningen og hendes elsker. Prinsesse Elektra bliver forstødt, og prins Orestes, der kun er et barn, bringer en trofast tjener i sikkerhed hos Agamemnons svoger, kong Strofios i Fokis. Her vokser han op sammen med sin fætter Pylades. Da Orestes bliver voksen, drager han tilskyndet af Apollon til Argos for at hævne sin far. Han og Elektra dræber deres mor og hendes elsker.
Orestes kan ikke finde fred for de matriarkalske hævngudinder Erinyerne, som forfølger ham, skønt han er blevet frikendt af guderne ved domstolen på Areopagoshøjen i Athen. For at frigøre ham fra forfølgelsen pålægger Apollon ham at drage på en farefuld færd til det barbariske Tauris, for dér at hente en kultstatue af Artemis – Apollons søster – hjem til Hellas.
Præstinden ved Artemis-helligdommen i Tauris er imidlertid Orestes' ældste søster Ifigenia, som alle tror er død. Hun forsvandt på uforklarlig vis i Aulis ved den trojanske krigs begyndelse, netop som Agamemnon ville ofre hende til Artemis i håb om at opnå gudindens støtte til krigen. Pylades har hele tiden ledsaget Orestes under hans rejser, og sammen lander de nu i Tauris. Her begynder tragediens handling.

## Handling og fortolkning
Det overordnede tema i tragedien er konflikten imellem barbari og civilisation. Taurerne er et uciviliseret skyterfolk på Krim. De er primitive og dyrker ekstasen. Fremmedangst og menneskeofringer er en del af deres overtroiske kultur. Hos disse barbarer lever Ifigenia, den højt civiliserede prinsesse fra Argos. Skønt taurerne respekterer hende og gør sig store anstrengelser for at lette hende tilværelsen, er hun ulykkelig. Deres rå og blodige kultur er hende modbydelig, og værre endnu: Hendes egen kultur har svigtet katastrofalt og er afsløret: krig og bedrag, vold og mord er værre end hos barbarerne i Tauris. Det er bagsiden af den civilisation, hvis fornuft og humanisme hun identificerer sig med. Ifigenia har nu intet holdepunkt uden for sig selv, og når hun ikke menneskeligt er bukket under, beror det på hendes sjælsstyrke og et spinkelt håb om engang at gense sin lillebror Orestes.
Han er den patriarkalske civilisations helt – eller Apollons hårdtprøvede marionet. Da han ikke bare har lidt uret, men også øvet modermord, er han endnu mere medtaget af livet end Ifigenia. Hun har traumatiske drømme og hævnfantasier, men Orestes har hallucinationer og falder jævnligt i afmagt. Deres overraskende og næsten eventyrlige gensyn i Tauris sker under stærkt dramatiske omstændigheder, og genkendelsesscenen i 2. episode er en af de længste og mest nervepirrende af sin art i den dramatiske litteratur.
Takket være Pylades' handlekraft og Ifigenias kløgt lykkes det dem at udføre Apollons plan: Bortførelsen af Artemisstatuen til Hellas og dermed også overvindelsen af barbariet både i Tauris og hjemme. Men Euripides er en skeptisk humanist: I sidste øjeblik lader han deres vovestykke mislykkes og kun Athenas uventede opdukken redder dem. Dette greb er på én gang effektfuldt og utroværdigt. Der skabes tvivl om muligheden af en lykkelig udgang, men der insisteres så meget mere på den menneskelige heroisme.

## Opførelse og betydning
Ifigenia i Tauris blev første gang opført på Dionysosteatret i Athen ca. år 414 f.Kr. Siden blev den hyppigt læst og opført, som det ses af vægmalerier i Pompeji. De ældste bevarede håndskrifter med tragedien stammer fra det 13. århundrede og er kommet fra Byzans til Firenze i renæssancen. Herefter påkalder den sig opmærksomhed og bliver yndet i Europa i det 18. århundrede. Herom vidner Glucks beundrede opera fra 1779 og Goethes prosa-gendigtning i blankvers fra samme år omarbejdet under italiensrejsen 1786-87. 
Den fortrængte næsten helt Euripides' antikke tragedie fra scenen, men den blev stadigvæk læst. Med de tekstkritiske udgaver fra slutningen af det 19. århundrede fulgte en række indgående analyser af Ifigenia i Tauris, og interessen for dette hovedværk i tragedielitteraturen har holdt sig usvækket frem til i dag.